# Chen Yufei
Chen Yufei (Hancheu, 1 de março de 1998) é uma jogadora de badminton chinesa, campeã olímpica.

## Carreira
Chen Yufei começou a jogar em nível internacional a partir de 2013, com apenas quinze anos. Em 2014, conquistou a medalha de prata no Campeonato Asiático Júnior. Nos Jogos Olímpicos de Verão de 2020, em Tóquio, conquistou a medalha de ouro na categoria simples feminino após derrotar a taiwanesa Tai Tzu-ying.